# Eichenfürst
Eichenfürst ist ein Weiler in der Gemarkung von Glasofen, einem Stadtteil von Marktheidenfeld im unterfränkischen Landkreis Main-Spessart in Bayern.

## Geographie
In Eichenfürst entspringt der Eichenfürster Bach, der zwischen Marktheidenfeld und Trennfeld in den Main fließt.

## Wirtschaft und Infrastruktur
Der Golfclub Main-Spessart betreibt eine Golfanlage bei Eichenfürst. Die Bundesstraße 8 führt durch Eichenfürst.

## Naturdenkmäler
- Birnbaum auf dem Golfplatz mit einem Brusthöhenumfang von 3,87 m (2015).[2]